# Alex Negrete
Alex Negrete (General Alvear, Buenos Aires, 2 de agosto de 2001) es un basquetbolista argentino que juega en la posición de escolta para Flamengo del Novo Basquete Brasil.

## Trayectoria
Formado en el club Unión Empleados de Comercio de la ciudad bonaerense de General Alvear, a comienzos de 2019 fue reclutado por Racing de Olavarría para jugar en los torneos de la Asociación de Básquetbol de Olavarría.
En enero de 2021 se unió a Juventud Unida de Alpachari como refuerzo juvenil para afrontar el Torneo Federal de Básquetbol, donde, pese a la mala campaña de su equipo, se destacó individualmente en su rol de anotador.
Su talento llamó la atención de Quilmes de Mar del Plata, que en junio de 2021 le ofreció un contrato por dos años para disputar La Liga Argentina. Su destacada actuación en la segunda división argentina durante la temporada 2021-22 le permitió abreviar su camino hacia la Liga Nacional de Básquet, ya que Olímpico lo incorporó a su plantel en julio de 2022. Aunque inicialmente le asignaron una función de apoyo al equipo titular, para su segunda temporada terminó por convertirse en una pieza clave de la rotación, lo que derivó en que fuese reconocido como el Mejor Jugador Sub-23 de la temporada 2023-24 de la LNB. Aunque tenía un año más de contrato, en agosto de 2024 dejó el equipo santiagueño para unirse a Instituto. Esa temporada su equipo llegó hasta las finales de la LNB, pero fue derrotado.
En julio de 2025 dejó su país para jugar por primera vez como extranjero en el Flamengo del Novo Basquete Brasil.

## Selección nacional
En julio de 2024 fue convocado para integrar un seleccionado de jóvenes talentos argentinos que enfrentó en un partido amistoso a Uruguay.
Hizo su debut en un partido oficial el 23 de febrero de 2025, enfrentando a Colombia por el clasificatorio a la FIBA AmeriCup de 2025.